# Sara Pichelli
Sara Pichelli (Porto Sant'Elpidio, 15 aprile 1983) è una fumettista italiana, principalmente conosciuta per essere stata la prima illustratrice della versione di Ultimate Spider-Man di Miles Morales.

## Biografia
Ha studiato animazione e fumetto alla Scuola Internazionale di comics di Roma. Dopo aver iniziato la propria carriera nell'animazione lavorando come storyboarder e character designer, Sara Pichelli ha esordito nel fumetto pubblicando La vie en rouge nella raccolta a fumetti Sesso col coltello (edizioni Cut-Up) adattamento a fumetti dell'omonimo libro di Alda Teodorani. Ha lavorato con Elena Casagrande e David Messina per la IDW Publishing come layout assistant per le serie a fumetti Star Trek e Ghost Whisperer. Collabora con Marvel Comics dal 2008.
Dopo aver lavorato per numerosi titoli Marvel, come Namora, NYX, Eternals, X-Men Manifest Destiny: Dazzler, Runaways, New X.Men: Pixie, Astonishing X-Men, Pichelli è stata ingaggiata come artista principale nella seconda serie di Ultimate Comics: Spider-Man, che è stato pubblicato nel settembre 2011.
Sempre nel 2012, insieme a Laura Zuccheri, è stata l'autrice del manifesto di Lucca Comics & Games.
Nel 2012 Sara Pichelli ha co-creato il nuovo Uomo Ragno, Miles Morales, che ha spopolato al cinema in Spider-Man - Un nuovo universo, vincitore dell'Oscar al miglior film di animazione nel 2019.
Nell'aprile 2014 firma la copertina, in coppia con Annalisa Leoni, del dodicesimo numero del Dylan Dog Color Fest.
Nel 2019 disegna una miniserie a fumetti di Spider-Man scritta da J. J. Abrams e dal figlio Henry.

## Premi e riconoscimenti
- 2011 : Sara Pichelli ha vinto l'Eagle Award come "miglior artista emergente".[12]
- 2012 : ha vinto l'Harvey Awards come “Miglior artista emergente”[13], e due Stan Lee Awards.[14]

## Vita privata
Vive e lavora a Roma dove insegna alla Scuola Internazionale di Comics dal 2010.